# Žemberovce
Žemberovce ist eine Gemeinde im Süden der Slowakei mit 1235 Einwohnern (Stand 31. Dezember 2024), die zum Okres Levice, einem Teil des Nitriansky kraj gehört.

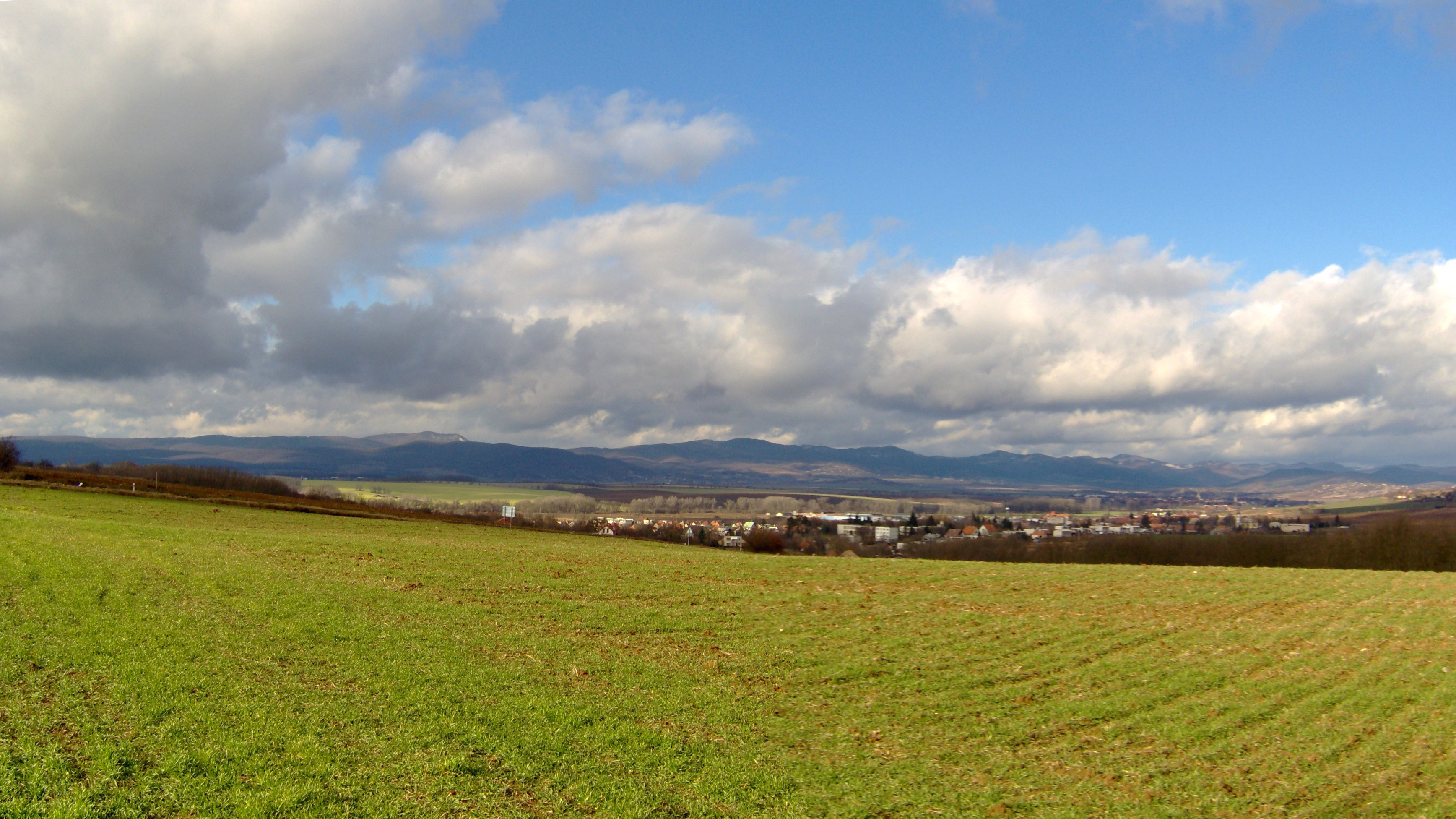

## Geographie
Die Gemeinde befindet sich am Übergang vom Hügelland Ipeľská pahorkatina (Teil des Donauhügellands) in die nördlich gelegenen Schemnitzer Berge. Westlich am Ort vorbei fließt die Sikenica. Das Ortszentrum liegt auf einer Höhe von 221 m n.m. und ist 13 Kilometer von Levice entfernt.
Nachbargemeinden sind Bátovce im Norden, Lišov und auf einem kurzen Stück Súdovce im Osten, Hontianske Trsťany im Südosten, Brhlovce im Süden, Horša (Stadtteil von Levice) im Südwesten und Drženice im Westen.

## Geschichte
Die heutige Gemeinde entstand 1947 durch Zusammenschluss der Dörfer Dolné Žemberovce (ungarisch Alsózsember) und Horné Žemberovce (ungarisch Felsőzsember).
Horné Žemberovce wurde zum ersten Mal 1256 als Semper, Dolné Žemberovce erst 1387 als Alsonsember schriftlich erwähnt. Das erstgenannte Dorf gehörte dem örtlichen Geschlecht Zsembery sowie Edelmännern aus benachbarten Orten. 1828 zählte man in beiden Orten 100 Häuser und 614 Einwohner beziehungsweise 41 Häuser und 249 Einwohner, die in Landwirtschaft, Weberei, Weinbau und als Korbmacher beschäftigt waren.
Bis 1918/1919 gehörten die im Komitat Hont liegende Orte zum Königreich Ungarn und kamen danach zur Tschechoslowakei beziehungsweise heute Slowakei.

## Bevölkerung
| Jahr                | 1994 | 2004    | 2014    | 2024    |
| ------------------- | ---- | ------- | ------- | ------- |
| Anzahl der Personen | 1299 | 1239    | 1267    | 1235    |
| Unterschied         |      | −4,61 % | +2,25 % | −2,52 % |

| Jahr                | 2023 | 2024    |
| ------------------- | ---- | ------- |
| Anzahl der Personen | 1234 | 1235    |
| Unterschied         |      | +0,08 % |

Nach der Volkszählung 2011 wohnten in Žemberovce 1265 Einwohner, davon 1170 Slowaken, neun Magyaren, sieben Tschechen, sechs Roma und ein Russine; ein Einwohner war anderer Ethnie. 71 Einwohner machten keine Angabe. 741 Einwohner bekannten sich zur römisch-katholischen Kirche, 312 Einwohner zur evangelischen Kirche A. B., jeweils drei Einwohner zur griechisch-katholischen Kirche und zur reformierten Kirche und jeweils ein Einwohner zur Brüderkirche, zur evangelisch-methodistischen Kirche, zur orthodoxen Kirche und zur tschechoslowakisch-hussitischen Kirche; drei Einwohner waren anderer Konfession. 104 Einwohner waren konfessionslos und bei 95 Einwohnern ist die Konfession nicht ermittelt.
Ergebnisse nach der Volkszählung 2001 (1243 Einwohner):
| Nach Ethnie: - 98,23 % Slowaken - 0,48 % Tschechen - 0,40 % Magyaren - 0,08 % Russinen | Nach Konfession: - 63,64 % römisch-katholisch - 27,19 % evangelisch - 7,32 % konfessionslos - 1,37 % keine Angabe - 0,08 % andere - 0,08 % griechisch-katholisch |

## Bauwerke
- römisch-katholische Kirche im Barockstil aus dem Jahr 1754
- evangelische Kirche aus dem Jahr 1886
- Landschloss aus dem 19. Jahrhundert, ursprünglich klassizistisch und teilweise neuromanisch gestaltet
- zwei Landsitze aus dem 18. und 19. Jahrhundert